# Coëtmieux
Coëtmieux (tiếng Breton: Koedmaeg, Gallo: Coétmioec) là một xã của tỉnh Côtes-d’Armor, thuộc vùng Bretagne, tây bắc Pháp.

## Dân số
Người dân ở Coëtmieux được gọi là Coëtmieusiens.